# Traunfeldstraße (Bad Reichenhall)
Die Traunfeldstraße ist eine Straße in der oberbayerischen Kurstadt Bad Reichenhall.

## Beschreibung
Die Traunfeldstraße ist eine Innerortsstraße in Bad Reichenhall. Sie zweigt bei der Von-Heinleth-Straße von der Frühlingstraße in nördlicher Richtung ab und endet an der Einmündung in die Loferer Straße (B 20/B 21).
Der Name geht auf die Traunfeldmühle zurück, die sich in etwa dort befand, wo heute das Haus Nr. 5 steht. Mit dem Bau des Saalachkraftwerks und der Staumauer bei Kibling fehlte für die Mühlbäche in der Stadt Bad Reichenhall das Wasser, weshalb Anfang des 20. Jahrhunderts die Traunfeldmühle aufgegeben wurde.
Die Traunfeldstraße liegt in einem verkehrsberuhigten Bereich.

## Geschichte
Ab dem Ende des 19. Jahrhunderts entstanden auf den damals größtenteils unbebauten Wiesen und Feldern westlich der Bahnstrecken Freilassing–Bad Reichenhall beziehungsweise Bad Reichenhall–Berchtesgaden unzählige Villen und Kurpensionen für die wachsende Zahl der Kurgäste. Viele der Gebäude in der heutigen Traunfeldstraße sind jüngeren Datums und entstanden erst nach dem Ende des Ersten Weltkriegs.
Beim Luftangriff auf Bad Reichenhall am 25. April 1945 wurde auch die Traunfeldstraße in Mitleidenschaft gezogen, die Schäden waren jedoch deutlich geringer als in der benachbarten oberen Frühlingstraße. Lediglich die Häuser 14, 16, 17, 18 und 20 erlitten leichte Schäden.

## Baudenkmäler
| Adresse          | Name                                                 | Beschreibung | erbaut    | Lage | Bild |
| ---------------- | ---------------------------------------------------- | --- | --------- | ---- | ---- |
| Traunfeldstr. 3  | Landhaus                                             | Eingeschossiger Satteldachbau mit Quergiebel, durch unterschiedliche Traufhöhen asymmetrisch gestaltet, mit Erker und kleinem, rechtwinklig angeschlossenem Wirtschaftsteil, von Karl Burghardt. | 1924      | ▼    |      |
| Traunfeldstr. 11 | Kurheim Metropol                                     | Villenartiger Mansardwalmdachbau mit Giebelrisalit und Loggien, neubarock, von Jakob Dürk. Rückgebäude, erdgeschossiger Mansardwalmdachbau mit Zwerchhaus und Blendbogengliederung, bildet mit Paepkestraße 10 eine Einheit, wohl erstes Viertel 20. Jahrhundert.                                                       | 1928      | ▼    |      |
| Traunfeldstr. 13 | Ehemaliges Prinzregent-Luitpold-Militärerholungsheim | Langgestreckter repräsentativer Putzbau, zweigeschossig über hohem Souterrain, mit seitlichem Portal, Mansardwalmdächern und längsseitigem Terrassenvorbau, darauf aufgestützt höherer Mittelbau mit Loggien, in neubarocken und Spätjugendstilformen, von Baurat Heinrich Hertlein. Seitliche Pavillons, gleichzeitig. | 1913–1915 | ▼    |      |